# Cabane d'Arpitettaz

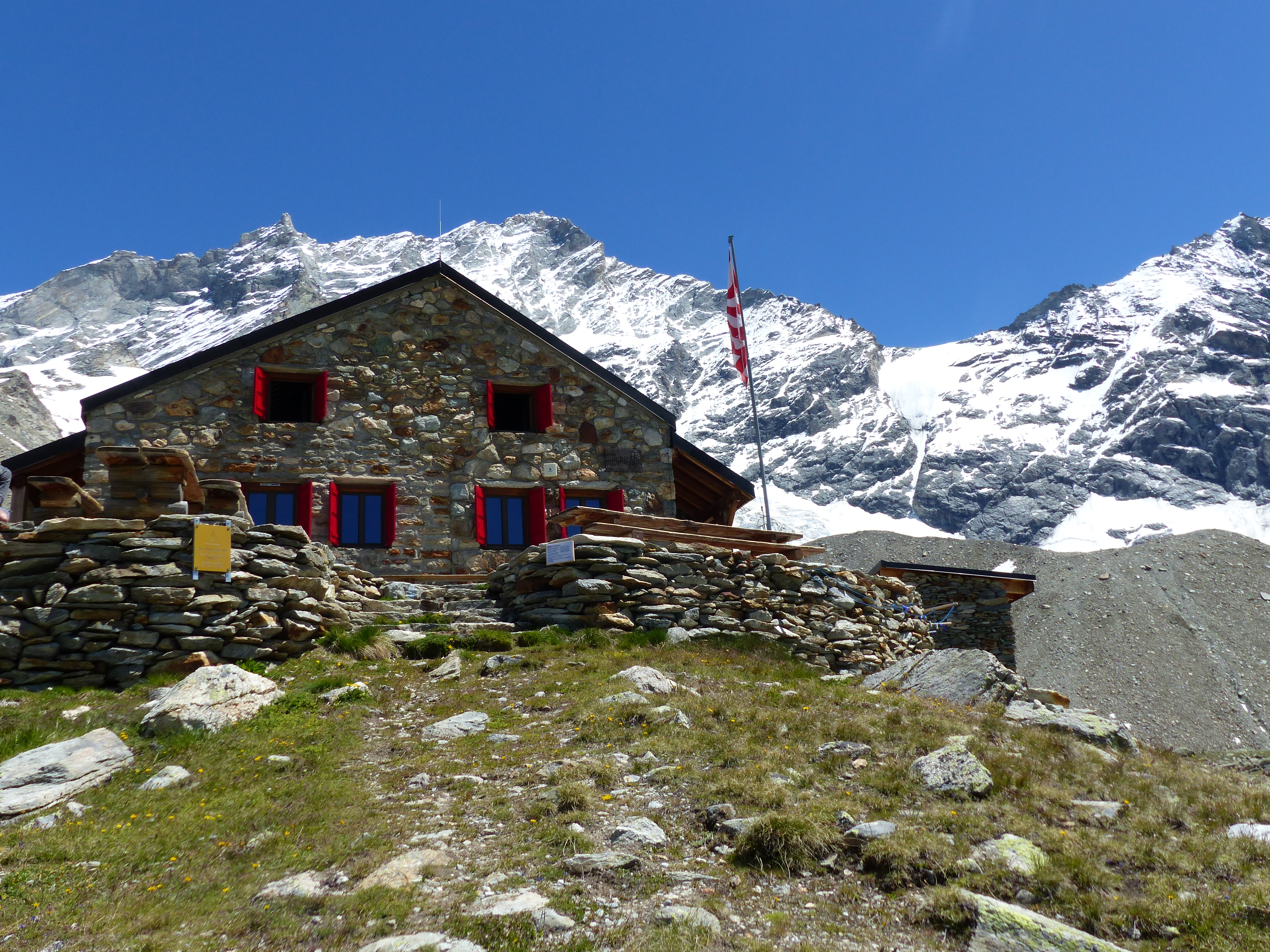
La cabane d'Arpitettaz et le Weisshorn.

La cabane d'Arpitettaz est un refuge de montagne des Alpes pennines dans le val d'Anniviers situé à 2 786 m d'altitude dans le canton du Valais, Suisse.

## Caractéristiques
La cabane est située dans la haute vallée de Zinal au pied du Weisshorn du côté ouest, face au Blanc de Moming et au glacier de Moming à l'intérieur d'un cirque d'imposants sommets enneigés de plus de 4 000 m dénommé « la couronne impériale ».
La cabane est la propriété de la section La Dôle du Club alpin suisse (CAS).

## Histoire
Un refuge est construit et inauguré en 1953 par sept guides en vue de développer l’alpinisme dans la vallée d’Anniviers. En 1980, la section La Dôle du Club alpin suisse devient propriétaire du refuge des guides d’Anniviers. En 1982, le refuge est transformé en cabane. En 2015, la cabane est agrandie et son confort est amélioré pour accueillir visiteurs et gardiens. Un vestiaire, un local pour le stockage des vivres et des boissons, un nouveau dortoir et une chambre pour les gardiens ont été ajoutés à l’arrière de la cabane, côté Weisshorn.

## Accès
L'accès se fait en 4 h 30 à partir du village de Zinal.

## Ascensions
- Weisshorn (arête nord-nord-ouest, face ouest et arête Young) - 4 506 m.
- Tête de Milon - 3 693 m.
- Blanc de Moming - 3 661 m.